# In Our Time
In Our Time ist ein Jazzalbum von Victor Gould. Die 2021 entstandenen Aufnahmen erschienen am 24. September 2021 auf dem Label Blue Room Music.

## Hintergrund
Auf seinen bislang vier Alben unter eigenem Namen wechselt der Pianist Victor Gould nach Ansicht von Kritiker Phil Freeman zwischen üppig arrangierten Werken für erweiterte Ensembles (er arbeitet besonders gerne mit Streichern) und eher reduzierten Kleingruppen-Produktionen. Auf In Our Time hat er hauptsächlich Combojazz vorgestellt: Gould leitet hier ein Trio mit dem Bassisten Tamir Shmerling und dem Schlagzeuger Anwar Marshall. Der Saxophonist Dayna Stephens gastiert auf zwei Tracks, in Gigi Gryces „Minority“ und in Wayne Shorters „Infant Eyes“, und drei Streicher wirken bei dem letzten Track des Albums mit. „Lord Wallace“ ist eine Hommage an den 2020 verstorbenen Trompeter Wallace Roney; „Dear Ralph“ ist Goulds Hommage an den im März 2021 verstorbenen Schlagzeuger Ralph Peterson, ein ehemaliger Lehrer des Pianisten in Berklee, der den jungen Musiker einlud, seiner Band beizutreten, als dieser noch ein Neuling war. Das einzige Solostück des Albums ist der Walzer „Queen Alma“, der Goulds verstorbener Großmutter (und zugleich auch der jüngeren seiner beiden Töchter, die einen zweiten Vornamen gemeinsam haben) gewidmet ist.

## Titelliste
- Victor Gould: In Our Time

1. Blue Lotus
2. Lord Wallace
3. Dear Ralph
4. Resilience
5. Showtime
6. Queen Alma
7. Ascension
8. Infant Eyes (Wayne Shorter)
9. Minority (Gigi Gryce)
10. In Our Time
11. In Memorium

Wenn nicht anders vermerkt, stammen die Kompositionen von Victor Gould.

## Rezeption

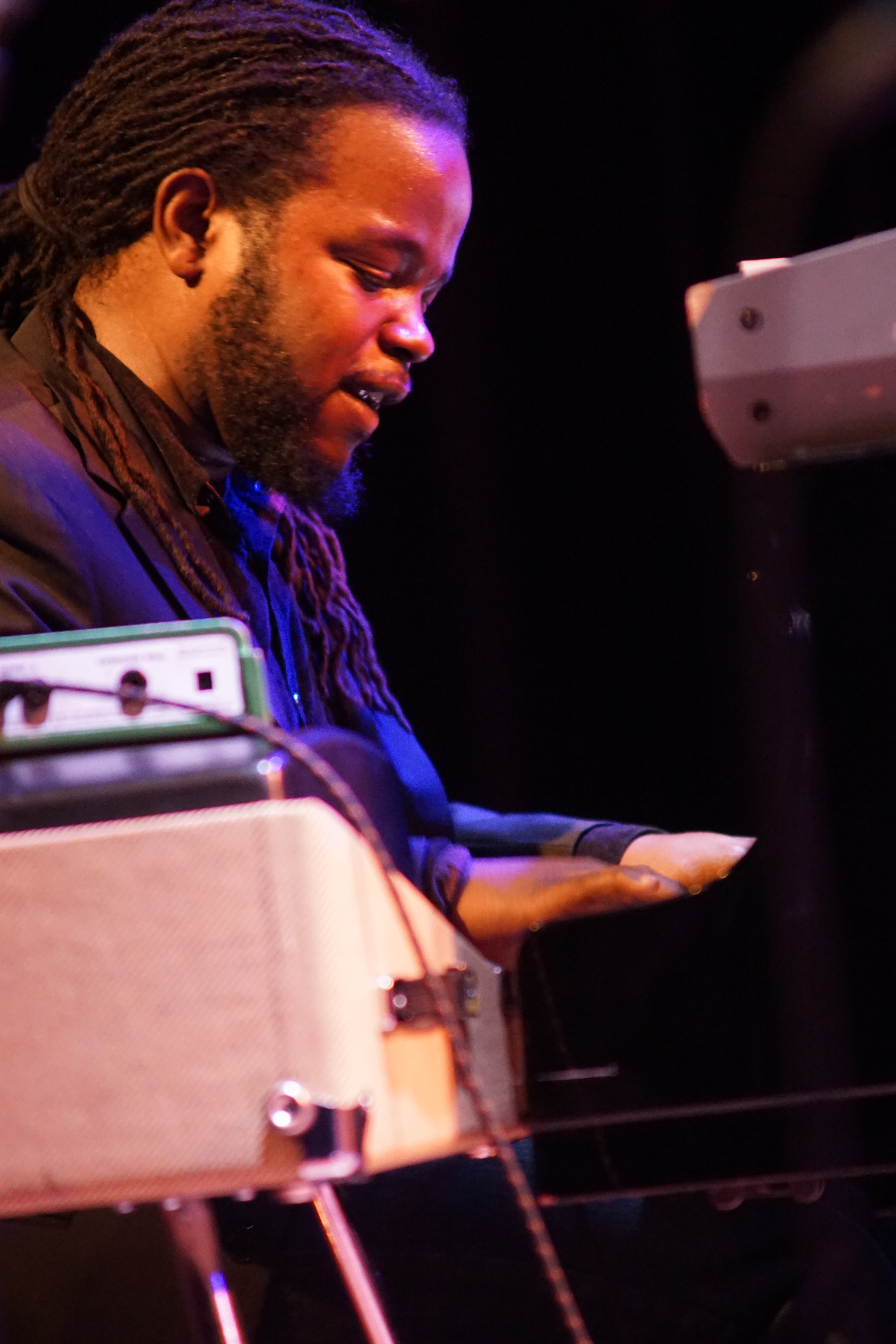
Victor Gould bei einem Auftritt im:Wallace Roney Quintett 2015

Phil Freeman zählte das Album in Stereogum zu den besten Neuveröffentlichungen des Monats und schrieb, auf seinem vierten Album unter eigenem Namen sei insbesondere „Dear Ralph“ hervorhebenswert, die Hommage an Schlagzeuger Ralph Peterson. Das Stück swinge hart, wie dieser es immer getan habe, so der Autor. Anwar Marshall attackiere die Snare und Toms donnernd, und Gould knalle die Melodie mit aller Kraft heraus, während Bassist Shmerling (der ein kurzes Solo bekommt) alles zusammenhalte.
Nach Ansicht von Mike Jurkovic, der das Album in All About Jazz rezensierte, offenbare der Pianist/Komponist Victor Gould nach seinen ersten drei Alben inzwischen eine entspannte Romantik, einen zielsicheren Ton in seiner Musik und ein Einfühlungsvermögen, das den Hörer in die lebendigen, aber auch besinnlichen und ruhigen Momente von In Our Time hineinziehe. Der Autor lobt Goulds Konzentration auf die kleinere Besetzung; das Album fokussiere hauptsächlich „auf den Einfallsreichtum von dessen pulsierendem Trio“. Dies zeige sich am besten in „Blue Lotus“; dessen Melodie sei ein Jazztanz, „wie es ihn noch nie gegeben“ habe, „ein anmutiges, kunstvolles Zusammentreffen von Zusammenhalt und Begeisterung.“ Wie bei Duke Ellington sei Goulds Spiel durchweg elegant, seine Soli mitreißend; sie würden Tradition und Schwung in den Vordergrund bringen.
Frank Alkyer schrieb im Down Beat, mit Gigi Gryces „Minority“ und Wayne Shorters „Infant Eyes“ habe Gould zwei unglaubliche Melodien von zwei der größten Komponisten ausgewählt, die jemals für Jazz geschrieben haben. Zudem füge der Gastmusiker Dayna Stephens diesen Tracks mit seinem samtigen Ton und seinen flüchtigen Interpretationen üppige Schichten hinzu. Alles in allem liefere die gesamte Aufnahme einen durchdachten Groove, der von vorne bis hinten durchaus Spaß mache. Gould mache in dieser Musik und darüber hinaus einen gewaltigen Sprung als Hauptstimme des modernen Jazz. Seine Ideen und sein Talent ließen sich aber nicht auf bestimmte Genres festlegen.